# Apherese
Die Apherese (von gr. ἀφαιρέω „wegnehmen“) ist ein medizinisches Verfahren, welches extrakorporal mithilfe spezieller Apparate bestimmte Bestandteile gezielt aus dem Blut entfernt. Nicht eliminierte Blutanteile werden dem Körperkreislauf im Anschluss wieder zugeführt. Es wird zwischen einer „Präparativen“ und einer „Therapeutischen Apherese“ unterschieden, die Erstere dient zur Gewinnung von Einzelblutbestandteilen, die Zweite wird für entsprechende Therapien genutzt. 

## Therapeutische Apherese
Bei der therapeutischen Apherese, umgangssprachlich auch als Blutwäsche oder Blutreinigungsverfahren bezeichnet, handelt es sich um eine Methode zur extrakorporalen, also außerhalb des Körpers stattfindenden, Entfernung von pathogenen (krankmachenden) oder überzähligen Bestandteilen (Proteine, proteingebundene Substanzen und Zellen) aus dem Blut oder Blutplasma des Patienten. Nach der Entfernung der pathogenen Substanzen wird das „gereinigte“ Blut wieder zurückgeführt.
Die therapeutische Apherese ist ein anerkanntes Therapieverfahren und umfasst methodisch unterschiedliche Techniken:
1. Die unselektive Plasmapherese, bei der das Plasma vom Blut separiert und vollständig substituiert wird. Als Ersatzflüssigkeiten werden meist humane Blutprodukte wie Albuminlösung oder gefrorenes Frischplasma („Fresh Frozen Plasma“, FFP) verwendet. Dieses Verfahren wird auch als Plasmaaustausch bezeichnet.[1]
2. Die selektive Plasmapherese (auch: Plasmaperfusion), bei der aus dem Plasma durch Filtration oder Adsorption die pathogenen Substanzen oder Proteine abgetrennt werden und das gereinigte Plasma anschließend dem Patienten zurückgeführt wird, zum Beispiel Lipidapherese, Immunadsorption oder Rheopherese.
3. Die Vollblutapherese (auch: Hämoperfusion), bei der die pathogenen Substanzen direkt aus dem Blut gefiltert werden. Auch hier gibt es Anwendungen in Form der Lipidapherese oder Immunadsorption. Ferner die Reduzierung von Erythrozyten bei Eisenüberschuss z. B. Hämochromatose oder bei Erythrozytenüberschuss z. B. bei einer Polycythaemia vera.

## Apherese zur Gewinnung von Blutbestandteilen, Präparative Apherese
Die Apherese kann auch als Verfahren eingesetzt werden, um von einem gesunden Menschen Blutbestandteile zu gewinnen, die als Spendersubstanzen eingesetzt werden. Im Gegensatz zur Vollblutspende ermöglicht dieses Verfahren, einzelne Blutbestandteile in hoher Reinheit und Ausbeute zu gewinnen. Aphereseverfahren werden eingesetzt, um Thrombozyten (Blutplättchen), Blutplasma, Erythrozyten (rote Blutkörperchen) oder periphere Blut-Stammzellen (siehe Stammzellapherese) zu sammeln.
Die Präparative Apherese umfasst:
- Erythrozytapherese, Entnahme von Erythrozyten
- Thrombozytapherese, Entnahme von Thrombozyten
- Granulozytapherese, Entnahme von Granulozyten
- Lymphozytapherese, Entnahme von Lymphozyten
- Monozytapherese, Entnahme von Monozyten
- Blutstammzellapherese, Entnahme von Blutstammzellen
- Plasmapherese, Entnahme von Blutplasma
- Multikomponentenapherese, Entnahme und gleichzeitige Auftrennung von verschiedenen Blutbestandteilpräparationen.

Nur mit Hilfe von Aphereseverfahren ist es möglich, von einzelnen Spendern ausreichende Mengen auch solcher Blutbestandteile zu gewinnen, die nur einen geringen Anteil des Blutes ausmachen (z. B. Thrombozyten, Blut-Stammzellen). So sind erst durch die Apheresetechnik moderne Behandlungswege für Krebserkrankungen eröffnet worden, wie die Transplantation von Blut-Stammzellpräparaten und die anschließend erforderliche Substitution mit hochdosierten Thrombozytenpräparaten.
Bei Aphereseverfahren wird Blut des Spenders aus der Armvene entnommen und in ein geschlossenes, steriles und nur einmal verwendbares Schlauchsystem (Apherese-Set) geleitet. Dort wird es mit einer geringen Menge Antikoagulanzlösung vermischt, die u. a. Zitronensäure (Natriumcitrat) enthält, welche die Gerinnung des Blutes im Apherese-System verhindert.
Die Blut/Antikoagulanz-Mischung wird in eine Zentrifuge geleitet, in deren künstlichem Schwerefeld sich die Blutbestandteile entsprechend ihrer Dichte in Schichten auftrennen. Diejenigen Blutbestandteile, die gewonnen werden sollen, können nun abgesammelt werden. Häufig werden bei Apheresen nur Präparate einer Blutkomponente gewonnen, in den letzten Jahren wurden aber auch effiziente Multikomponenten-Verfahren entwickelt, bei denen mehrere Blutbestandteile parallel gesammelt werden können. Alle nicht benötigten Blutbestandteile werden dem Blutspender wieder zurückgegeben. Dort wird das Antikoagulanz unmittelbar von der Leber abgebaut, so dass die Blutgerinnung des Spenders unbeeinträchtigt bleibt.

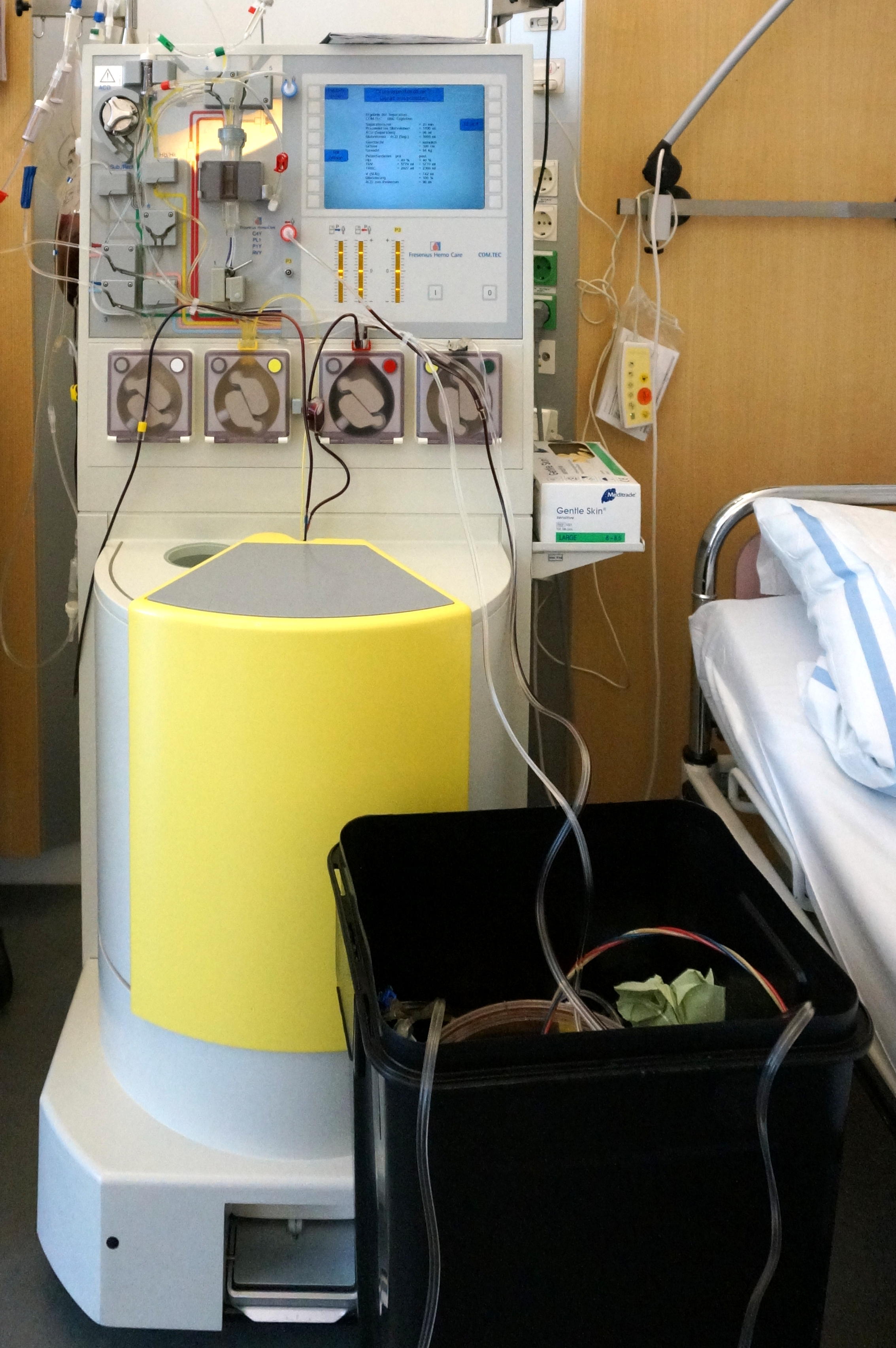
Gerät zur Zellapherese

Je nach Art der zu sammelnden Blutbestandteile, der Konstitution des Spenders und des verwendeten Apheresesystems ist die Dauer von Aphereseverfahren sehr unterschiedlich:
- 30–75 Minuten zur Sammlung von Plasma
- 20–30 Minuten zur Sammlung von Erythrozyten
- 40–90 Minuten zur Sammlung von Thrombozyten
- 90–240 Minuten zur Sammlung von Blutstammzellen

Für die Blutspender sind Aphereseverfahren wenig belastend. Als Nebenwirkungen können u. a. Reaktionen auf das Antikoagulanz (z. B. metallischer Geschmack, Zitrusgeschmack, Kribbeln an den Lippen, im Mund und an den Extremitäten) und in seltenen Fällen Übelkeit auftreten.
Die Zell-Apherese wird auch zur Behandlung von verschiedenen Blutkrankheiten eingesetzt. Bei der seltenen Krankheit Polycythaemia vera bilden sich insbesondere zu viele Erythrozyten (rote Blutkörper), die mittels Blutwäsche auf ein Normmaß gebracht werden können.
Ein weiteres Einsatzgebiet der Apherese ist die Gewinnung von Rekonvaleszentenserum. Humanes Anti-D, das bei der „Rhesusprophylaxe“ zur Vermeidung einer Rhesus-Inkompatibilität eingesetzt wird, wird ebenfalls mittels Apherese gewonnen.